# Tijmen van Loon
Tijmen van Loon (Amstelveen, 20 marzo 2001) è un pistard olandese.

## Palmarès

### Pista
- 2018

Campionati olandesi, Velocità Junior
- 2021

Campionati olandesi, Chilometro a cronometro
Campionati olandesi, Velocità a squadre (con Sam Ligtlee e Theo Bos)
- 2022

2ª prova Coppa delle Nazioni, Velocità a squadre (Milton, con Jeffrey Hoogland, Sam Ligtlee e Roy van den Berg)
Campionati europei, Velocità Under-23
Campionati olandesi, Chilometro a cronometro
- 2023

Campionati europei, Velocità a squadre (con Jeffrey Hoogland, Harrie Lavreysen e Roy van den Berg)
- 2024

Campionati europei, Velocità a squadre (con Jeffrey Hoogland, Harrie Lavreysen e Roy van den Berg)

## Piazzamenti

### Competizioni mondiali
- Campionati del mondo su pista

Francoforte sull'Oder 2019 - Velocità a squadre Junior: 5º
Francoforte sull'Oder 2019 - Velocità Junior: 15º
Saint-Quentin-en-Yvelines 2022 - Keirin: 27º
Saint-Quentin-en-Yvelines 2022 - Velocità: 22º

### Competizioni continentali
- Campionati europei su pista

Gand 2019 - Velocità a squadre Junior: 3º
Gand 2019 - Velocità Junior: 4º
Fiorenzuola d'Arda 2020 - Velocità a squadre Under-23: 8º
Fiorenzuola d'Arda 2020 - Velocità Under-23: 14º
Apeldoorn 2021 - Velocità a squadre Under-23: 5º
Apeldoorn 2021 - Velocità Under-23: 6º
Anadia 2022 - Velocità Under-23: vincitore
Anadia 2022 - Keirin Under-23: 12º
Monaco di Baviera 2022 - Velocità: 6º
Monaco di Baviera 2022 - Keirin: 17º
Grenchen 2023 - Velocità a squadre: vincitore
Apeldoorn 2024 - Velocità a squadre: vincitore
Heusden-Zolder 2025 - Velocità a squadre: 2º